# Rosena Fátima de Oliveira Martins
Rosena Fátima de Oliveira Martins (* 8. Mai 1975 in Ermera, Portugiesisch-Timor) ist eine osttimoresische Hochschullehrerin und Politikerin. Sie ist Mitglied der Partido Democrático (PD). Martins hat einen Mastertitel in Personalmanagement und einen Universitätsabschluss in Wirtschaft inne.
Bei den Parlamentswahlen 2023 trat Martins auf Platz 9 der Wahlliste der PD an, die Partei gewann aber nur sechs Sitze. Erst als António da Conceição zum Botschafter in Indonesien vereidigt wurde, rückte Martins am 12. Dezember 2023 nach. Zuvor war sie Dozentin in der Abteilung für Rechnungswesen an der Wirtschaftsfakultät der Universidade Nasionál Timór Lorosa’e (UNTL).
Im 6. Nationalparlament Osttimors war sie Mitglied des Ausschusses für Öffentliche Finanzen (Kommission C). 2024 kehrte António da Conceição ins Parlament zurück und Martins schied wieder aus.
Martins ist Vize-Generalsekretärin der OMD, der Frauenorganisation der PD, Chefin der Abteilung ländliche Entwicklung und Vize in der Abteilung Stärkung der Institutionen, Mitglied des Jurado da àrgão Resistência RENETIL und des PJLA Juventude Lorico Asuwain.